# تیم اکس۴۴
اکس۴۴ که با عنوان تیم اکس۴۴ (۲۰۲۱–۲۲) و اکس۴۴ ویدا کربن ریسینگ (۲۰۲۲–۲۳، به دلایل حمایت مالی) شناخته می‌شد، یک تیم مسابقه‌ای بریتانیایی حاضر در سری مسابقات اکستریم ای بود. این تیم توسط قهرمان هفت دوره فرمول یک جهان، لوئیس همیلتون تأسیس شد. در سال ۲۰۲۲ این تیم با رانندگان سباستین لوب و کریستینا گوتیرز قهرمانی تیم‌ها و رانندگان این مسابقات را به دست آورد.

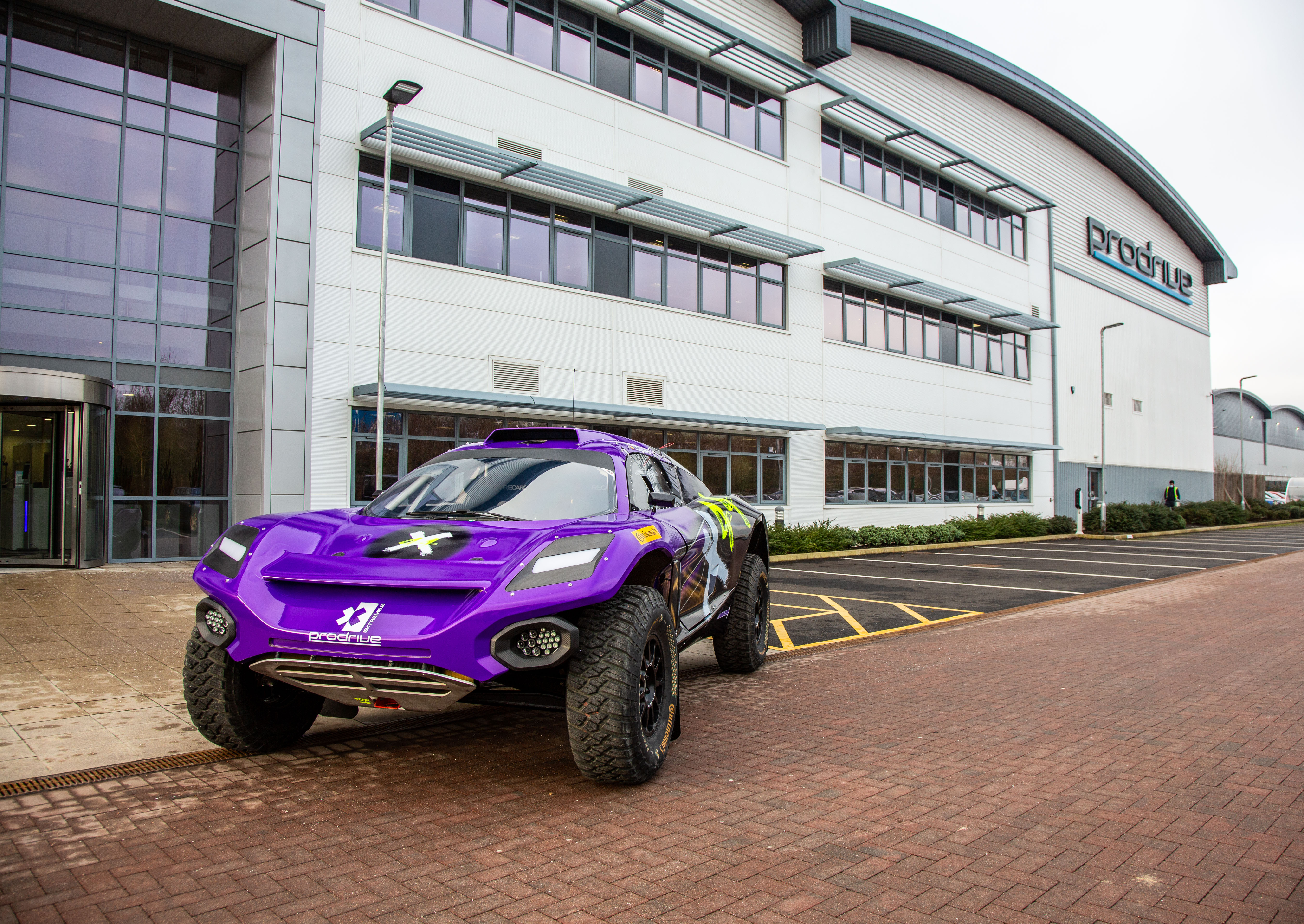
خودرو تیم اکس۴۴ در دفتر مرکزی پرودرایو در [[
بانبری]]

در سپتامبر ۲۰۲۰، قهرمان هفت دوره فرمول یک، لوئیس همیلتون اعلام کرد که تیم خود را برای سری جدید مسابقات اکستریم ای تأسیس خواهد کرد. نام "اکس۴۴" به این دلیل انتخاب شد که همیلتون از این شماره در خودرو فرمول یک خود از سال ۲۰۱۴ استفاده می‌کرد، زمانی که رانندگان می‌توانستند شماره‌های خود را در مسابقات انتخاب کنند.